# Una limeña
Una limeña es una escultura realziada por Pau Carbonell en 1881 y que se encuentra conservada actualmente en la Biblioteca Museo Víctor Balaguer, con el número de registro 2635 desde que ingresó el 12 de junio de 1884, proveniente la colección privada del autor de la obra.

## Descripción
Se trata de un busto de una mujer con la cabeza girada a su izquierda, vestida con mantilla salpicada de puntas de encaje sobre la frente. Lleva un crucifijo colgado del cuello y largos ropages que le cubren la cabeza y el escote. En la escultura se puede leer la inscripción «Pablo Carbonell; 1881».